# 細心 (佛教)
細心，又稱細品意識、细意识，佛教阿毘達摩（論藏）術語，對於心的學說之一，最早由說一切有部提出，用來稱呼其他部派的學說。細心指的是在六識背後的細微意識，在深沈睡眠、昏絕無知、無色界、無想定及滅盡定中仍然保持，以維持有情的命根。《大毘婆沙論》最早將這個學說歸於譬喻者與分別說部，說轉部與經量部隨後以此發展出自己的學說。

## 概論
《大毘婆沙論》中提到此說。譬喻者與分別論者主張，在滅盡定中，仍有細微心識，維持命根，稱為細心。《大毘婆沙論》反對這種說法。
在唯識學派中，阿賴耶識被認為即是細品意識